# Авигдори, Шнеур Залман
Авигдори (Вигдергауз) Шнеур Залман (28 сентября 1890, Николаев — 1960, Израиль) — российский и израильский врач, один из первых борцов с малярией и туберкулёзом в Эрец-Исраэль. Один из создателей общественной медицины в Израиле.

## Биография
Родился 28 сентября 1891 года в Николаеве в семье любавичских хасидов Шаула Вигдергауза и Сары Наринской.
Получил традиционное еврейское религиозное образование. Окончил медицинский факультет Дерптского университета. Работал врачом в Обуховской больнице, земским врачом в Бессарабии и Херсонской губернии.
Во время Первой мировой войны был военным врачом в русской армии, принимал участие в помощи русским евреям.
В 1919 прибыл из Одессы в Эрец-Исраэль на корабле «Руслан». Был врачом в Галилее, больницах Цфата, Тверии, Хайфы, Тель-Авива.
Один из основатель Лиги по борьбе с туберкулёзом, а также профсоюза врачей. Председатель профсоюза врачей Израиля в Иерусалиме. Председатель исполнительного комитета санатория «Маком Хаим».